# Juan Barrera
Juan Barrera (Ocotal, 2 maggio 1989) è un calciatore nicaraguense, centrocampista del Managua e della nazionale nicaraguense.

## Carriera

### Nazionale
Nel 2009 ha esordito nella nazionale del Nicaragua, con cui ha partecipato a tre edizioni della CONCACAF Gold Cup (2009, 2017 e 2019).

## Statistiche

### Cronologia presenze e reti in nazionale
| Cronologia completa delle presenze e delle reti in nazionale ― Nicaragua | Cronologia completa delle presenze e delle reti in nazionale ― Nicaragua | Cronologia completa delle presenze e delle reti in nazionale ― Nicaragua | Cronologia completa delle presenze e delle reti in nazionale ― Nicaragua | Cronologia completa delle presenze e delle reti in nazionale ― Nicaragua | Cronologia completa delle presenze e delle reti in nazionale ― Nicaragua | Cronologia completa delle presenze e delle reti in nazionale ― Nicaragua | Cronologia completa delle presenze e delle reti in nazionale ― Nicaragua |
| Data                                                                     | Città                                                                    | In casa                                                                  | Risultato                                                                | Ospiti                                                                   | Competizione                                                             | Reti                                                                     | Note                                                                     |
| ------------------------------------------------------------------------ | ------------------------------------------------------------------------ | ------------------------------------------------------------------------ | ------------------------------------------------------------------------ | ------------------------------------------------------------------------ | ------------------------------------------------------------------------ | ------------------------------------------------------------------------ | ------------------------------------------------------------------------ |
| 7-6-2017                                                                 | Yacuíba                                                                  | Bolivia                                                                  | 3 – 2                                                                    | Nicaragua                                                                | Amichevole                                                               | -                                                                        | 88’                                                                      |
| 13-7-2017                                                                | Tampa                                                                    | Panama                                                                   | 2 – 1                                                                    | Nicaragua                                                                | Gold Cup 2017 - 1º turno                                                 | -                                                                        | Cap.                                                                     |
| 16-7-2017                                                                | Cleveland                                                                | Nicaragua                                                                | 0 – 3                                                                    | Stati Uniti                                                              | Gold Cup 2017 - 1º turno                                                 | -                                                                        | Cap.                                                                     |
| 23-3-2018                                                                | Managua                                                                  | Nicaragua                                                                | 3 – 1                                                                    | Cuba                                                                     | Amichevole                                                               | 1                                                                        | 82’                                                                      |
| 26-3-2018                                                                | Managua                                                                  | Nicaragua                                                                | 3 – 3                                                                    | Cuba                                                                     | Amichevole                                                               | 1                                                                        | 64’                                                                      |
| 8-9-2018                                                                 | Kingstown                                                                | Saint Vincent e Grenadine                                                | 0 – 2                                                                    | Nicaragua                                                                | Qual. CONCACAF Nations League 2019-2020                                  | 1                                                                        | Cap. 78’                                                                 |
| 15-10-2018                                                               | Heredia                                                                  | Nicaragua                                                                | 6 – 0                                                                    | Anguilla                                                                 | Qual. CONCACAF Nations League 2019-2020                                  | 3                                                                        | Cap.                                                                     |
| 18-11-2018                                                               | Managua                                                                  | Nicaragua                                                                | 0 – 2                                                                    | Haiti                                                                    | Qual. CONCACAF Nations League 2019-2020                                  | -                                                                        | Cap. 31’                                                                 |
| 25-3-2019                                                                | Bridgetown                                                               | Barbados                                                                 | 0 – 1                                                                    | Nicaragua                                                                | Qual. CONCACAF Nations League 2019-2020                                  | 1                                                                        | Cap. 90+2’                                                               |
| 8-6-2019                                                                 | San Juan                                                                 | Argentina                                                                | 5 – 1                                                                    | Nicaragua                                                                | Amichevole                                                               | 1                                                                        | Cap.                                                                     |
| 17-6-2019                                                                | San José                                                                 | Costa Rica                                                               | 4 – 0                                                                    | Nicaragua                                                                | Gold Cup 2019 - 1º turno                                                 | -                                                                        | Cap.                                                                     |
| 21-6-2019                                                                | Frisco                                                                   | Nicaragua                                                                | 0 – 2                                                                    | Haiti                                                                    | Gold Cup 2019 - 1º turno                                                 | -                                                                        | Cap.                                                                     |
| 25-6-2019                                                                | Harrison                                                                 | Bermuda                                                                  | 2 – 0                                                                    | Nicaragua                                                                | Gold Cup 2019 - 1º turno                                                 | -                                                                        | Cap.                                                                     |
| 6-9-2019                                                                 | Managua                                                                  | Nicaragua                                                                | 1 – 1                                                                    | Saint Vincent e Grenadine                                                | CONCACAF Nations League 2019-2020                                        | -                                                                        | Cap. 36’                                                                 |
| 9-9-2019                                                                 | Paramaribo                                                               | Suriname                                                                 | 6 – 0                                                                    | Nicaragua                                                                | CONCACAF Nations League 2019-2020 - 1º turno                             | -                                                                        |                                                                          |
| 7-10-2019                                                                | Managua                                                                  | Nicaragua                                                                | 3 – 1                                                                    | Rep. Dominicana                                                          | CONCACAF Nations League 2019-2020 - 1º turno                             | -                                                                        | 27’                                                                      |
| 7-10-2020                                                                | Managua                                                                  | Nicaragua                                                                | 0 – 0                                                                    | Guatemala                                                                | Amichevole                                                               | -                                                                        | Cap.                                                                     |
| 24-2-2021                                                                | Città del Guatemala                                                      | Guatemala                                                                | 1 – 0                                                                    | Nicaragua                                                                | Amichevole                                                               | -                                                                        | Cap.                                                                     |
| 27-3-2021                                                                | San Cristóbal                                                            | Turks e Caicos                                                           | 0 – 7                                                                    | Nicaragua                                                                | Qual. Mondiali 2022                                                      | 2                                                                        | Cap. 68’                                                                 |
| 10-6-2023                                                                | Penonomé                                                                 | Panama                                                                   | 3 – 2                                                                    | Nicaragua                                                                | Amichevole                                                               | -                                                                        | 60’                                                                      |
| 14-6-2023                                                                | Montevideo                                                               | Uruguay                                                                  | 4 – 1                                                                    | Nicaragua                                                                | Amichevole                                                               | -                                                                        | cap. 77’                                                                 |
| 18-6-2023                                                                | Asunción                                                                 | Paraguay                                                                 | 2 – 0                                                                    | Nicaragua                                                                | Amichevole                                                               | -                                                                        |                                                                          |
| 27-5-2024                                                                | San Jose                                                                 | Guatemala                                                                | 1 – 1                                                                    | Nicaragua                                                                | Amichevole                                                               | -                                                                        |                                                                          |
| 21-3-2025                                                                | Le Gosier                                                                | Guadalupa                                                                | 1 – 0                                                                    | Nicaragua                                                                | Qual. Gold Cup 2025                                                      | -                                                                        | cap. 85’                                                                 |
| 25-3-2025                                                                | Managua                                                                  | Nicaragua                                                                | 0 – 1                                                                    | Guadalupa                                                                | Qual. Gold Cup 2025                                                      | -                                                                        | cap. 54’ 83’                                                             |
| 6-6-2025                                                                 | Managua                                                                  | Nicaragua                                                                | 1 – 0                                                                    | Guyana                                                                   | Qual. Mondiali 2026                                                      | -                                                                        | cap. 88’                                                                 |
| 10-6-2025                                                                | Panama                                                                   | Panama                                                                   | 3 – 0                                                                    | Nicaragua                                                                | Qual. Mondiali 2026                                                      | -                                                                        | Cap.                                                                     |
| Totale                                                                   |                                                                          | Presenze                                                                 | 27                                                                       |                                                                          | Reti                                                                     | 10                                                                       |                                                                          |